# 성공예감 경제특종
《성공예감 경제특종》은 대한민국의 KBS 2TV에서 제작했던 서민들의 어려움을 위로하고 그들에게 용기를 줄 수 있는 서민을 위한 서민의 프로그램이며 2004년 가을개편 때 <시추에이션 콩트 방방>(월~목 6:50) 무한지대 큐(월~목 7:20)의 신설에 따라 막을 내려야 했다.

## 기획의도
- 경제가 어렵다. 명퇴, 실업, 신용불량자증가, 청년실업 문제등... 체감경기지표가 IMF이후 최저다. 이렇게 경제가 어려운 시기에는 서민들의 고통이 더욱 크고 상대적 박탈감이 커질 수 밖에 없다. “성공예감 경제특종”은 서민들의 어려움을 위로하고 그들에게 용기를 줄 수 있는 서민을 위한 서민의 프로그램이고자 한다. 어려움을 딛고 일어서는 서민들의 성공담이나 서민경제의 현장을 집중조명함으로써 서민들의 경제교과서 역할을 할 수 있도록 한다.

## 아이템의 예
- (1) 대박가게의 비밀-창업열전 : 아이디어 창업으로 대박을 친 가게를 4-5명의 VJ들이 취재하여 소개하는 특종대결 코너.
  - 하루 50만원 버는 아이디어 점포들.
  - 가게안의 가게,shop in shop
  - 무점포창업, 이런게 있다
  - 위치가 돈이다, 대박자리의 비밀
- (2) 이렇게 벌었습니다- 인물열전 : 신 성공시대 혹은 인물을 통해 본 경제정보를 4~5명의 VJ들이 취재 소개함으로써 시청자들에게 새로운 아이디어를 제공한다.
  - 10년에 10억번 부산의 떡볶이 장사
  - 3D로간 대졸자들 총집합
  - 이색 주부부업총집합
  - 학습교구로 돈버는 사람들 총집합

## 방송시간
- 목요일 저녁 7:00 ~ 8:00

## 진행
- 최원정, 고승덕